# 成田豊
成田 豊（なりた ゆたか、1929年（昭和4年）9月19日 - 2011年（平成23年）11月20日）は、日本の実業家。大手広告代理店・電通グループの会長、ならびに電通の最高顧問を務めた。2010年6月より電通名誉相談役。1993年から長年にわたり電通のトップに君臨した。位階は従三位。

## 経歴
1929年、日本統治下の朝鮮忠清南道天安郡（現在の天安市）生まれ。父清臣（きよおみ）は石川県出身・日本統治下の朝鮮総督府鉄道勤務。母ソメは佐賀県出身。従来、京城府（現在の大韓民国ソウル特別市）生まれと一般に言われてきたが、正確な出生地は天安（ソウルの南約100kmにある街。本人の告白によれば、細かな説明をするのが面倒で京城生まれと言ってきたという）。ついで、羅州郡古幕院（光州の近く）、永同郡黄澗（大田から約60kmにある街）と鉄道員の父親の転勤に従って朝鮮半島を転々。小学3年のとき京城へ。日本人だが、当時日本統治下の朝鮮半島生まれのため、韓国人と誤った情報が流されている。
旧制京城中学校3年（1945年）まで京城で育つ。梶山季之は京城中学時代からの親友。中学3年から海軍兵学校予科に合格し内地に一人入学したが直ぐに終戦。終戦後は母親の実家佐賀県神埼郡（現神埼市）千代田町へ引揚。海軍兵学校予科から佐賀中学校編入。
1946年、佐賀高等学校 (旧制)入学。1953年、東京大学法学部政治学科卒業。同年、電通入社。
1971年に新聞雑誌局長に就任。
1981年に取締役、後に取締役常務に就任。 
1985年に取締役専務に就任。
1993年、第9代代表取締役社長に就任。2002年、第2代代表取締役会長。2004年、電通最高顧問、電通グループ会長に就任。2009年、韓国政府から修交勲章光化章を、日本政府から旭日大綬章を受章。
2011年11月20日、肺炎のため東京都文京区の病院で死去。82歳没。没日付で従三位に叙された。

## 人物像
- 電通の新聞雑誌局長や営業総務担当取締役などを経て、1993年に社長に就任。2001年の株式上場や汐留新本社移転などを指揮した。社団法人・日本広告業協会の会長も務め、名実共に日本広告界のトップである。この他にTBSの役員なども務めていた。
- 韓国が遅れて招致に乗り出した2002年のサッカー・ワールドカップでは、日韓共同開催を主導した。また、「日韓交流おまつり」を支援し、東京六本木で開催された2009年、2010年と実行委員長をつとめた[8]。
- 中国進出など電通の日本国外への積極進出を進めてきた。「日韓友情年2005」実行委員会では副委員長を務め、2007「日中文化・スポーツ交流年」実行委員会でも副委員長を務めた。「日韓友情年2005」サイトにて、「私は中学3年までソウルで生まれ育った為、子ども時代のふるさととして思い浮かんで来るのは韓国の風景である」という旨の記述をしている
- 消費者金融大手武富士の武井保雄会長とは親交があり、武富士の不祥事を追及するジャーナリスト宅に盗聴器を仕掛けた「ジャーナリスト宅盗聴事件」の際、武井の依頼で電通第三マーケティング・プロモーション局次長をメディア対策のために武富士に出向させ、批判を浴びた。
- 東大野球部では、マネージャーだった与謝野馨の先輩にあたり、与謝野が招集した安心社会実現会議座長を務めた[9]。

## 家族
- 父・清臣（生没年不詳）[10]
- 母・トメ（1906年（明治39年）8月12日 - 没年不明）[10]
- 妻・みち（1926年（大正15年）6月13日 -2009年8月21日）[10]
実践女子専門学校卒[10]。
- 長男・哲（1960年（昭和35年）9月26日 - ）[10]
亜細亜大学卒[10]。ニッポン放送勤務[10]。
- 長女・千秋（1958年（昭和33年）10月5日 - ）[10]
カリタス女子短期大学卒[10]。志岐彰の妻[10]。

## 役職
- 社団法人日本広告業協会会長
- 社団法人日本ツーリズム産業団体連合会理事
- 財団法人ジェスク音楽文化振興会理事
- 財団法人日本国際フォーラム理事
- 財団法人文化財保護・芸術研究助成財団理事
- 財団法人公共政策調査会評議員
- 財団法人英語教育協議会評議員
- 財団法人2005年日本国際博覧会協会評議員
- 国際連合世界食糧計画WFP協会顧問
- 日本対外文化協会顧問
- 社団法人全日本シーエム放送連盟相談役
- 安心社会実現会議座長
- 日本ABC協会会長

## 受章
- 1988年　教皇より「聖シルベストロ教皇騎士団勲章」
- 2002年　「日本宣伝大賞」
- 2004年　フランス政府より「レジオン・ドヌール勲章オフィシエ」
- 2006年　中国教育部より「教育支援記念章」
- 2009年　韓国政府より「修交勲章 光化章」韓日文化交流事業を30年にわたって積極的に後援した功労に対してのもの[11]。
- 2009年　日本政府より旭日大綬章[12]

## 関連人物
- 海老沢勝二 - NHK元会長。ともに韓流ブームを牽引したともされる。しかし立花孝志（NHKから国民を守る党党首）いわく、自らを「海老沢の弟子」と動画サイトで称しているが、成田豊率いる電通が週刊文春を媒介にNHK不祥事キャンペーンを張り、海老沢がNHK会長辞任。その後、電通がNHKを実質傘下に置き韓流ドラマが同局で放映されるようになった旨、動画サイトで述べている。
- 遠山敦子 - 元文部科学大臣。上記海老沢のNHK会長辞任後の2007年6月から2013年6月までNHKエンタープライズ社外取締役を務め、同時期の2008年6月から2019年3月まで電通監査役を務めた。
- 趙万吉 - 武井保雄（武富士会長）による「ジャーナリスト宅盗聴事件」の関係者。
- キム・ヨナ - 浅田真央のライバル関係にあった韓国のキム・ヨナを、成田社長の下で電通がマネジメントからバックアップした。
- 井上弘 - TBS元会長・社長
- 高嶋達佳 - 電通元社長
- 石井直 - 電通元社長
- 高橋治之 - 電通元専務。成田のとる「アジア中心戦略」の下、ゼップ・ブラッター（FIFA事務総長）ら欧州勢や鄭夢準（FIFA副会長、韓国HD現代重工業会長など歴任）に与して2002年サッカーワールドカップを「日韓共催」にした経緯に関わった。また2020年東京五輪・パラ大会開催にあたり、電通を中心とする五輪疑獄の渦中にある人物。